# 1967年の鉄道
1967年の鉄道（1967ねんのてつどう）とは、1967年（昭和42年）に起こった鉄道関係の出来事をまとめたページである。
1966年の鉄道 - 1967年の鉄道 - 1968年の鉄道

## 出来事の一覧

### 1月
- 1月1日
  - 伊予鉄道
    - （新駅開業） 北久米駅（横河原線 伊予立花駅（現・いよ立花駅） - 久米駅間）
    - （新駅開業） 田窪駅（横河原線 牛渕駅 - 見奈良駅間）
    - （駅名改称） 本町六丁目停留場←本町七丁目停留場（城北線、本町線）
- 1月9日
  -  大韓民国鉄道庁
    - （新駅開業） 大井駅（郊外線）
- 1月20日
  -  大韓民国鉄道庁
    - （新線開業） 旌善線 甑山駅 - 旌善駅間 (22.6 km)
    - （新駅開業） 別於谷駅、仙坪駅、旌善駅

### 2月
- 2月1日
  - 伊予鉄道
    - （新駅開業） 宮田町停留場（大手町線 古町駅 - 国鉄駅前停留場（現・JR松山駅前停留場）間）
- 2月9日
  -  大韓民国鉄道庁
    - （新駅開業） 慶全線,光陽製鉄線 光陽駅
- 2月15日
  - 伊予鉄道
    - （新駅開業） 鎌田駅（郡中線 余戸駅 - 岡田駅間）
- 2月22日
  -  大韓民国鉄道庁
    - （新駅開業） 慶全本線 柳樹駅
    - （新駅開業） 慶全本線 奈洞駅

### 3月
- 3月1日
  - 京阪神急行電鉄（現・阪急電鉄）
    - （路線名改称） 千里線 ← 千里山線
    - （延伸開業） 千里線 南千里駅 - 北千里駅間 (3.4 km)
    - （新駅開業） 北千里駅
    - （駅名改称） 南千里駅←新千里山駅
- 3月9日
  - 伊予鉄道
    - （新駅開業） 古泉駅（郡中線 岡田駅 - 松前駅間）
- 3月20日
  - 日本国有鉄道
    - （新駅開業） 三ケ根駅（東海道本線 蒲郡駅 - 幸田駅間）

  - 東京モノレール（初代）
    - （新駅開業） 羽田整備場駅（現・整備場駅）（羽田線（現・東京モノレール羽田空港線） （臨）大井競馬場前駅 - 羽田駅（現・天空橋駅）間）
- 3月23日
  - 日本国有鉄道
    - （複線化）  鹿児島本線 荒尾駅 - 南荒尾駅間 (3.2 km)
- 3月24日
  - 大阪市営地下鉄（現・大阪市高速電気軌道）
    - （新線開業） 2号線（現・谷町線） 東梅田駅 - 谷町四丁目駅 (3.5 km)
    - （新駅開業） 東梅田駅、南森町駅、天満橋駅、谷町四丁目駅
- 3月30日
  - 名古屋市営地下鉄
    - （延伸開業） 1号線（現・東山線） 東山公園駅 - 星ヶ丘駅間 (1.1 km)
    - （延伸開業） 2号線（現・名城線） 栄駅 - 金山駅間 (3.0 km)
    - （新駅開業） 星ヶ丘駅（1号線）
    - （新駅開業） 矢場町駅、上前津駅、東別院駅、金山駅（2号線）

### 4月
- 4月1日
  - 日本国有鉄道
    - （新駅開業） 明塚駅（三江北線（のち三江線） 石見簗瀬駅 - 粕淵駅間）
    - （常設駅化） 光進駅←光進仮乗降場、平糸駅←平糸仮乗降場（標津線）

  - 京成電鉄
    - （駅名改称） 西登戸駅←千葉海岸駅（千葉線）

  - 西武鉄道
    - （駅名改称） 入間市駅←豊岡町駅（池袋線）
- 4月15日
  - 東武鉄道
    - （新駅開業） せんげん台駅（伊勢崎線 大袋駅 - 武里駅間）

  - 名古屋鉄道
    - （駅廃止） 東笠寺駅（名古屋本線）
- 4月28日
  - こどもの国協会[注釈 1]
    - （新線開業） こどもの国線 長津田駅 - こどもの国駅 (3.4 km)
    - （新駅開業） こどもの国駅

### 5月
- 5月1日
  -  大韓民国鉄道庁
    - （新駅開業） 長項線 元竹駅

  -  大韓民国鉄道庁
    - （新駅開業） 京釜線 加豊駅
    - （新駅開業） 湖南線 彩花駅
    - （新駅開業） 忠北線 文岩駅
- 5月7日
  - 伊予鉄道
    - （新駅開業） 鷹ノ子駅（横河原線 久米駅 - 平井駅間）
- 5月27日
  -  大韓民国鉄道庁
    - （新駅開業） 東海南部線 青令駅

### 6月
- 6月1日
  - 東京モノレール
    - （常設駅化） 大井競馬場前駅（羽田線）

  -  大韓民国鉄道庁
    - （新駅開業） 細橋駅（長項線）
- 6月3日
  -  大韓民国鉄道庁
    - （新駅開業） 多山駅（湖南線）
- 6月11日
  -  大韓民国鉄道庁
    - （新駅開業） 小龍里駅（慶北線）
- 6月10日
  - 伊予鉄道
    - （電化） 横河原線 松山市駅 - 平井駅間 (6.9 km・直流750 V)
- 6月11日
  -  大韓民国鉄道庁
    - （新駅開業） 新巨駅（京釜線 清道駅 - 上東駅間）
- 6月27日
  - 日本国有鉄道
    - （複線化）  鹿児島本線 田原坂駅 - 植木駅間 (4.4 km)

### 7月
- 7月4日
  - 日本国有鉄道
    - （複線化）  上越線 越後川口駅 - 山辺信号場間
    - （信号場廃止） 山辺信号場（上越線）
- 7月10日
  - 水間鉄道
    - （新駅開業） 貝塚市役所前駅（水間線 貝塚駅 - 石才駅間）
- 7月20日
  - 日本国有鉄道
    - （新駅開業） 最知駅（気仙沼線 陸前階上駅 - 松岩駅間）

### 8月
- 8月1日
  - 日本国有鉄道
    - （仮乗降場廃止） 心岳寺仮乗降場（日豊本線）

  - 名古屋鉄道
    - （駅名改称） 富士製鉄前駅（現・新日鉄前駅）←東海製鉄前駅（常滑線）
- 8月25日
  -  台湾鉄道管理局
    - （新駅開業） 深澳線 焿寮駅
    - （新駅開業） 深澳線 瑞浜駅
- 8月28日
  - 静岡鉄道
    - （路線廃止） 駿遠線 新袋井駅 - 新三俣駅間
- 8月30日
  - 御坊臨港鉄道（現・紀州鉄道）
    - （新駅開業） 市役所前駅（鉄道線 紀伊御坊駅 - 西御坊駅間）

### 9月
- 9月1日
  - 日本国有鉄道
    - （複線化）  上越線 小千谷駅 - 妙見信号場間 (5.1 km)
    - （信号場廃止） 妙見信号場（上越線）
    - （路線廃止） 柚木線 左石駅 - 柚木駅（7月9日から不通）
    - （駅廃止） 肥前池野駅、柚木駅

  - 近畿日本鉄道
    - （駅名改称） （臨）東花園駅←（臨）ラグビー場前駅（奈良線）

  -  大韓民国鉄道庁
    - （新駅開業） 東海南部線 良子洞駅
- 9月8日
  - 日本国有鉄道
    - （複線化）  上越線 小出駅 - 越後堀之内駅間 (2.5 km)
- 9月13日
  - 日本国有鉄道
    - （複線化）  上越線 大沢駅 - 六日町駅間 (7.2 km)
- 9月14日
  - 帝都高速度交通営団（現・東京地下鉄）
    - （延伸開業） 東西線 大手町駅 - 東陽町駅間 (3.0 km)
    - （新駅開業） 門前仲町駅、木場駅、東陽町駅
- 9月19日
  - 日本国有鉄道
    - （複線化）  鹿児島本線 南荒尾駅 - 長洲駅間 (4.6 km)
- 9月21日
  - 日本国有鉄道
    - （複線化）  上越線 下条信号場 - 宮内駅間
    - （信号場廃止） 下条信号場（上越線）
- 9月26日
  - 日本国有鉄道
    - （複線化）  鹿児島本線 肥後伊倉駅 - 木葉駅間 (3.9 km)
- 9月27日
  - 日本国有鉄道
    - （信号場開業） 徳浦信号場（日豊本線）

  - 日本ドリーム観光
    - （路線休止）  モノレール大船線 大船駅 - ドリームランド駅間[注釈 2]
    - （駅休止）  大船駅、ドリームランド駅
    - （信号場休止）  小雀信号所
- 9月28日
  - 日本国有鉄道
    - （複線化）  上越線 湯檜曽駅 - 土樽駅間 （上越線全線複線化）
    - （トンネル開通） 新清水トンネル（上越線）（全長13.49 km）
    - （信号場廃止） 新湯檜曽信号場（上越線）
- 9月30日
  - 日本国有鉄道
    - （複線化）  鹿児島本線 宇土駅 - 松橋駅間 (4.8 km)

### 10月
- 10月1日
  - 日本国有鉄道
    - （新線開業） 東海道本線貨物支線 尼崎駅 - （貨）尼崎市場駅 (1.5 km)
    - （新駅開業） 尼崎市場駅
    - （新駅開業） （貨）東静岡駅（初代、現・静岡貨物駅）（東海道本線 草薙駅 - 静岡駅間）
    - （信号場開業） 北湯檜曽信号場（上越線）
    - （仮乗降場廃止） 北頓別仮乗降場（天北線）
    - （仮乗降場廃止） 下相ノ内仮乗降場（石北本線）

  - 北海道拓殖鉄道
    - （路線廃止） 瓜幕駅 - 東瓜幕駅間

  - 新潟交通
    - （新駅開業） 寺地駅（電車線 平島駅 - 焼鮒駅間）

  - 京王帝都電鉄（現・京王電鉄）
    - （新線開業） 高尾線 北野駅 - 高尾山口駅 (8.6 km、北野駅 - 山田駅間は御陵線を復活させて編入）
    - （新駅開業） めじろ台駅、狭間駅、高尾駅、高尾山口駅
    - （再開業） 京王片倉駅（片倉駅から改称）、山田駅

  - 富山地方鉄道
    - （駅名改称） 大川寺遊園駅（現・大川寺駅）←大川寺公園駅（上滝線）

  - 伊予鉄道
    - （電化） 横河原線 平井駅 - 横河原駅間 (6.3 km・直流750 V)

  - 広島電鉄
    - （駅移転） 宇品停留場（現・広島港（宇品）停留場、宇品線）
- 10月8日
  - 京阪神急行電鉄
    - （昇圧） 神戸本線 (直流600V→直流1,500V)
    - （昇圧） 伊丹線 (直流600V→直流1,500V)
    - （昇圧） 今津線 (直流600V→直流1,500V)
    - （昇圧） 甲陽線 (直流600V→直流1,500V)
- 10月26日
  -  大韓民国鉄道庁
    - （駅名改称） 美龍駅 ← 小龍里駅（慶北線）
- 10月31日
  -  台湾鉄道管理局
    - （駅名改称） 海浜駅 ← 焿寮駅（深澳線）
    - （新駅開業） 濂洞駅（深澳線）

### 11月
- 11月1日
  - 日立運輸東京モノレール（現・東京モノレール（2代））
    - （会社合併） 日立運輸東京モノレール←東京モノレール（初代）＋日立運輸（初代）＋西部日立運輸
- 11月3日
  -  サンクトペテルブルクスキー・メトロポリテン
    - （新規開業） 地下鉄3号線 アレクサンドル・ネフスキー広場駅 - ヴァシリエフスキー島駅間
- 11月6日
  -  トビリシ地下鉄
    - （延伸開業） アクメートリ-バルケティリ線 ルスタヴェリ駅以北
- 11月12日
  - 阪神電気鉄道
    - （昇圧） 阪神本線 (直流600V→直流1,500V)
    - （昇圧） 西大阪線 (直流600V→直流1,500V)
    - （昇圧） 武庫川線 (直流600V→直流1,500V)
- 11月15日
  - 日本国有鉄道
    - （新駅開業） 花白駅（現・花白温泉駅）（明知線（現・明知鉄道） 岩村駅 - 山岡駅間）
    - （駅名改称） 新栄野仮乗降場←野上仮乗降場（石北本線）

  -  大韓民国鉄道庁
    - （新駅開業） 石仏駅（中央線）
- 11月26日
  -  ニューヨーク市地下鉄
    - （新線開業） クリスティー・ストリート連絡線
    - （新駅開業） グランド・ストリート駅 (IND6番街線)

### 12月
- 12月1日
  - 日本国有鉄道
    - （路線廃止） 唐津線貨物支線 多久駅 - 柚ノ木原駅間
    - （駅廃止）柚ノ木原駅

  - 羽後交通
    - （路線廃止） 雄勝線 西馬音内駅 - 梺駅間
    - （駅廃止）元西馬音内駅、梺駅

  - 京成電鉄
    - （新駅開業） 国鉄千葉駅前駅（現・京成千葉駅（2代））（千葉線 新千葉駅 - 京成千葉駅（初代、現・千葉中央駅）間）
- 12月15日
  - 日本国有鉄道
    - （新駅開業） 東篠路駅（現・拓北駅）（札沼線 篠路駅 - 釜谷臼駅（現・あいの里公園駅）間）
- 12月20日
  - 近畿日本鉄道
    - （常設駅化） 東花園駅（奈良線）
- 12月21日
  -  大韓民国鉄道庁
    - （新駅開業） 新坪駅（大邱線 東村駅 - 半夜月駅間）
- 12月28日
  -  中国鉄路広州局集団公司
    - （新規開業） 韶山線
    - （新駅開業） 韶山駅（韶山線）

### 日付不明
- 鶴居村営軌道
  - （路線廃止） 新富士駅 - 温根内駅間（14.5 ㎞）

## 災害・不通・事故・事件など
- 3月31日
  - 東京駅みどりの窓口爆破事件
- 4月1日
  - 南海電鉄男里川橋梁列車脱線転落事故
- 4月15日
  - 新幹線ひかり号爆破未遂事件
- 6月18日
  - 山陽電鉄爆破事件
- 6月29日
  - 近江鉄道犬上川橋梁列車脱線転落事故
- 8月8日
  - 米軍燃料輸送列車事故
- 11月15日
  - ヒザー・グリーン鉄道事故
  - 急行安芸食堂車全焼事故

## 鉄道車両

### 新系列・新形式
- 日本国有鉄道
  - ED77形電気機関車
  - ED94形電気機関車
  - DE11形ディーゼル機関車
  - DE15形ディーゼル機関車
  - 583系電車
  - 711系電車
  - クモユ141形電車
  - 936形貨車
  - 937形貨車
  - トラ70000形貨車
  - トキ21000形貨車
  - チキ2900形貨車
  - チキ4500形貨車
  - ク9100形貨車
  - クサ9000形貨車
  - コサ900形貨車
  - コキ9100形貨車
  - ホキ2500形貨車
  - タム9100形貨車
  - タム9200形貨車
  - タキ4150形貨車
  - タキ5350形貨車
  - タキ5850形貨車
  - タキ6150形貨車
  - タキ6250形貨車
  - タキ6450形貨車
  - タキ6550形貨車
  - タキ6650形貨車
  - タキ7250形貨車
  - タキ7750形貨車
  - タキ7850形貨車
  - タキ7950形貨車
  - タキ8050形貨車
  - タキ8150形貨車
  - タキ8250形貨車
  - タキ8750形貨車
  - タキ8850形貨車
  - タキ8950形貨車
  - タキ9050形貨車
  - タキ9450形貨車
  - タキ10100形貨車
  - タキ10250形貨車
  - タキ19000形貨車
  - タキ43000形貨車
  - タキ44000形貨車
  - ホキ7500形貨車
  - ホキ8500形貨車
  - ホキ8800形貨車
  - シサ10形貨車
- 札幌市交通局
  - 700形電車
- 秩父鉄道
  - デキ300形電気機関車
- 京浜急行電鉄
  - 700形電車（2代）
- 東京急行電鉄
  - 7200系電車
- 越後交通
  - ED400形電気機関車
- 加越能鉄道（現・加越能バス）
  - デ7070形電車
- 名古屋市交通局
  - 300形電車
- 近畿日本鉄道
  - 1810系電車
  - 12000系電車
- 京阪電気鉄道
  - 700系電車（2代）
- 阪急電鉄
  - 3300系電車
- 阪神電気鉄道
  - 5261形電車
- 大阪市交通局
  - 7000形電車
  - 8000形電車
- フランス国鉄
  - BB9300形電気機関車
  - CC72000形ディーゼル機関車
  - TGS気動車
- スイス連邦鉄道
  - Tem II形電気/ディーゼル兼用機関車
- マッターホルン・ゴッタルド鉄道
  - HGm4/4形ディーゼル機関車
- ラウターブルンネン-ミューレン山岳鉄道
  - Be4/4 21-23形電車

### 消滅形式
- 日本国有鉄道
  - タ1400形貨車
  - タラ500形貨車

### 受賞
- 第10回ブルーリボン賞 - 近畿日本鉄道 18200系電車
- 第7回ローレル賞 - 長野電鉄 0系電車